# Lutjanus inermis
Lutjanus inermis är en fiskart som först beskrevs av Peters, 1869.  Lutjanus inermis ingår i släktet Lutjanus och familjen Lutjanidae. IUCN kategoriserar arten globalt som livskraftig. Inga underarter finns listade i Catalogue of Life.